# Trochalus imitans
Trochalus imitans är en skalbaggsart som beskrevs av Frey 1962. Trochalus imitans ingår i släktet Trochalus och familjen Melolonthidae. Inga underarter finns listade i Catalogue of Life.